# Metro de Nueva Taipéi
Metro de Nueva Taipéi (chino tradicional: 新北捷運, chino simplificado: 新北捷运) es un sistema de tránsito que sirve en la ciudad Nueva Taipéi, Taiwán, operado por New Taipéi Metro Corporation. Actualmente consiste solo en el Tren Ligero de Danhai, con el Tren ligero de Ankeng y la línea Sanying en construcción. Estos servicios están conectados al Metro de Taipéi pero funcionan de manera independiente.

## Tren ligero de Danhai
Es un sistema de tránsito de tren ligero (LRT) ubicado en el distrito de Tamsui, Nueva Taipéi, Taiwán. Se inauguró el 24 de diciembre de 2018. La línea se intercambia con el Metro de Taipéi en la estación Hongshulin.

## Tren Ligero de Ankeng
Ankeng está obteniendo una línea de tren ligero en forma de servicio de tranvía a batería, similar a los de Kaohsiung. La construcción comenzó alrededor de abril de 2016 y está muy lejos en el nivel del camino entre la estación K1 y K5, con las primeras pistas establecidas en noviembre de 2018. A diciembre de 2018, el proyecto tenía una tasa de finalización del 48,44%. Desde la estación K6 a K9, las pistas se elevarán. Además, la estación K2 aparentemente será elevada. El trabajo en el puente sobre el río Xindian también ha comenzado. A partir de junio de 2018, toda la sección de la estación K1 a K6 es claramente visible en los mapas de Google que se encuentran en el centro de Anyi Rd y luego giran a la derecha en Anjie Rd, atraviesan un cementerio y cruzan Ankang Road. A partir de septiembre de 2018, el trabajo comenzó en el puente que cruza el río Xindian hacia la estación de Shisizhang.